# Eugène Spuller

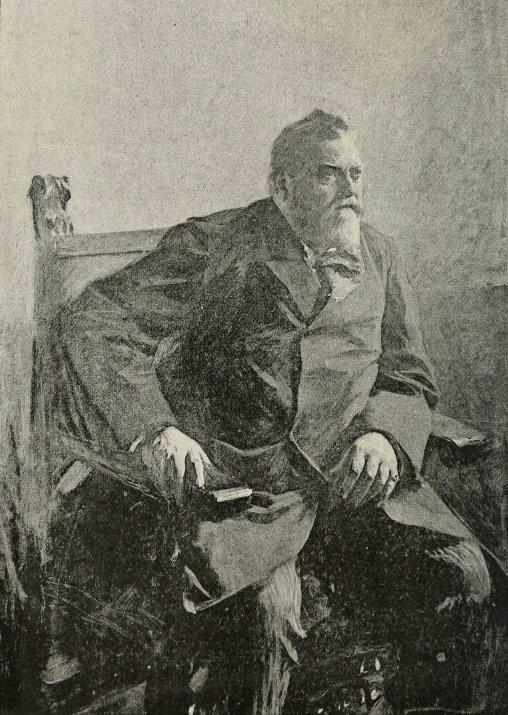
Retrato de Spuller por Anders Zorn (1891)

Jacques-Eugène Spuller (Seurre (Côte-d'Or, Francia), 8 de diciembre de 1835-Sombernon (Côte-d'Or, Francia), 23 de julio de 1896) fue un político francés. Leal a Léon Gambetta, lo acompañó en globo mientras escapaba de París con destino a Tours el 7 de octubre de 1870 cuando la capital francesa estaba rodeada de tropas prusianas.

## Infancia y educación

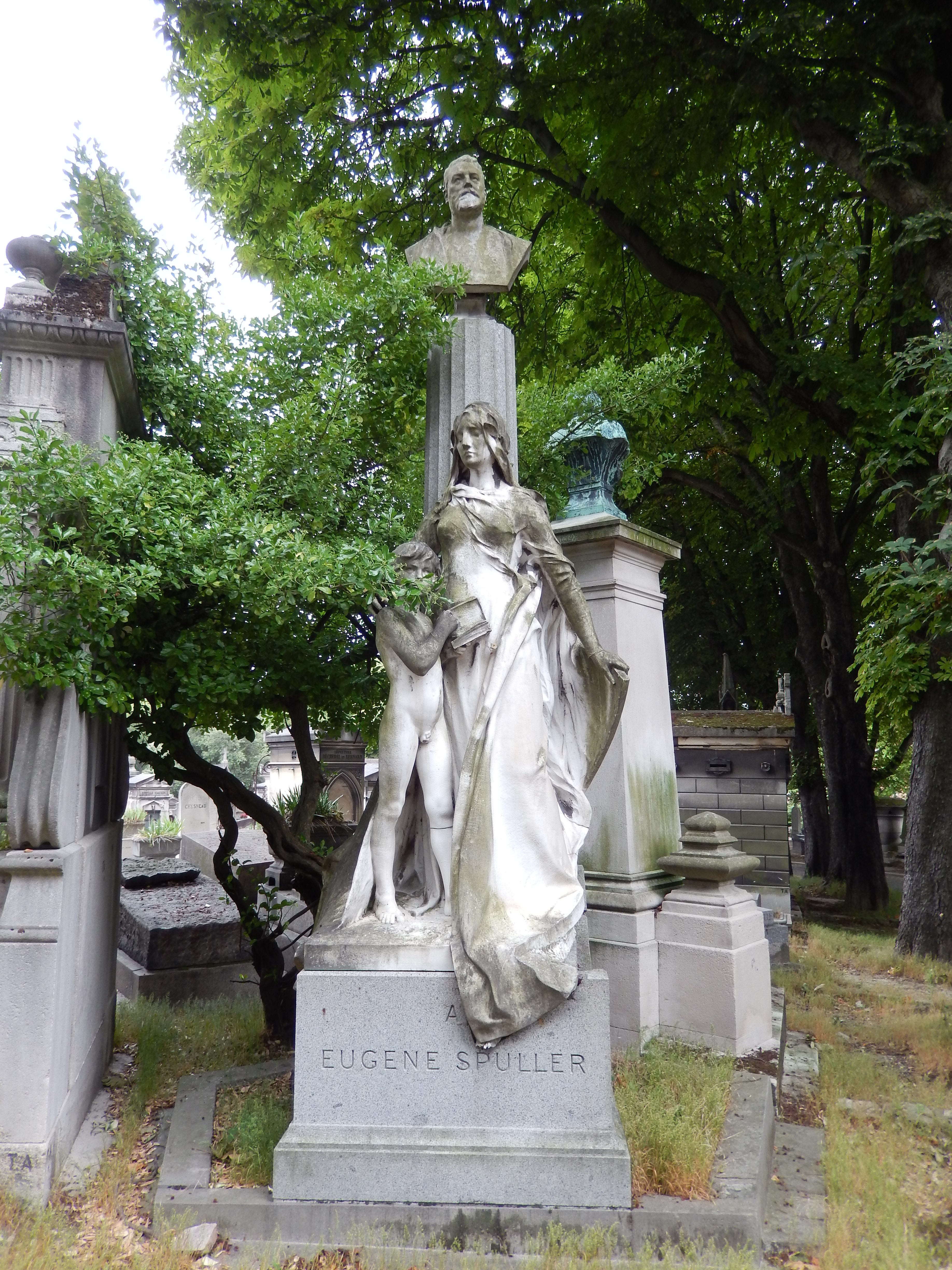
Tumba de Eugène Spuller en el cementerio del Père-Lachaise

Eugène Spuller era el hijo de un alemán que se casó y se estableció en Francia. Después de haber estudiado el derecho en Dijón, Eugène Spuller se instaló en París donde accedió a la abogacía. 

## Carrera política
Ayudó a Émile Ollivier durante su campaña electoral en París en 1863. Después pasó a ser colaborador de Léon Gambetta, trabajando con él en la fundación de la Revista política en 1868. Cuando, en 1869, Ollivier se decantó por el Imperio, Spuller apoyó al candidato republicano.
Durante la guerra franco-prusiana, el 7 de octubre de 1870 durante el sitio de París, escapó en globo junto con Gambetta. Así pasó a ser su colaborador más enérgico fuera de París.
Finalmente fue elegido diputado por el departamento del Sena (tercera circunscripción de París) en marzo de 1876, y diputado de la Côte d'Or de 1885 a 1896. Después de la muerte de Jules Ferry, presidió brevemente la Asociación nacional republicana (1893).
Durante la crisis del 16 de mayo de 1877, redactó el "manifiesto de los 363" contra el presidente de la República, Patrice de Mac-Mahon, declaración de los diputados republicanos que se oponían al nombramiento del monárquico Duque de Broglie como Presidente del Consejo.

## Vínculo con la Estatua de la libertad
El 4 de julio de 1884, Spuller y otros miembros del gobierno francés entregaron oficialmente la Estatua de la Libertad a los Estados Unidos.
Después de la ceremonia, la estatua fue desmontada y empacada. El barco que transportaba la estatua zarpó para Nueva York el 21 de mayo de 1885.

## Muerte
Murió el 23 de julio de 1896 en Sombernon (Côte-d'Or, Francia). Fue enterrado en el cementerio del Père-Lachaise (división 65) en París. Su tumba lleva una estatua del escultor borgoñón Paul Gasq que representa la educación nacional.

## Ministro de laTercera República francesa
- Subsecretario de la Presidencia del Consejo del 14 de noviembre de 1881 al 30 de enero de 1882 en el gobierno de Léon Gambetta
- Ministro de instrucción pública, de bellas artes y de cultos del 30 de mayo al 12 de diciembre de 1887 en el gobierno de Maurice Rouvier
- Ministro de Asuntos extranjeros del 22 de febrero de 1889 al 17 de marzo de 1890 en el gobierno de Pierre Tirard.
- Ministro de instrucción pública, de bellas artes y de cultos del 3 de diciembre de 1893 al 30 de mayo de 1894 en el gobierno de Jean Casimir-Perier.

Fue durante este último mandato cuando pronunció el famoso discurso sobre el "espíritu nuevo" que animaba al gobierno oportunista para con los católicos, rompiendo de este modo con el anticlericalismo del programa de Belleville.

## Anexos